# 小行星8491
小行星8491（英語：8491 Joelle-gilles）是一颗围绕太阳公转的小行星。1989年12月28日，艾瑞克·怀特·埃尔斯特在上普罗旺斯发现了此天体。
这颗小行星的绝对星等为142.7736370292882等。